# 1102 en santé et médecine
| Années de la santé et de la médecine : 1099 - 1100 - 1101 - 1102 - 1103 - 1104 - 1105    |
| Décennies de la santé et de la médecine : 1070 - 1080 - 1090 - 1100 - 1110 - 1120 - 1130 |

Cet article présente les faits marquants de l'année 1102 en santé et médecine.

## Divers
- 1102-1107 : poursuivant ses recherches en acupuncture, le médecin chinois Qi-Lao « pratique des vivisections sur l'homme[1] ».

## Fondations

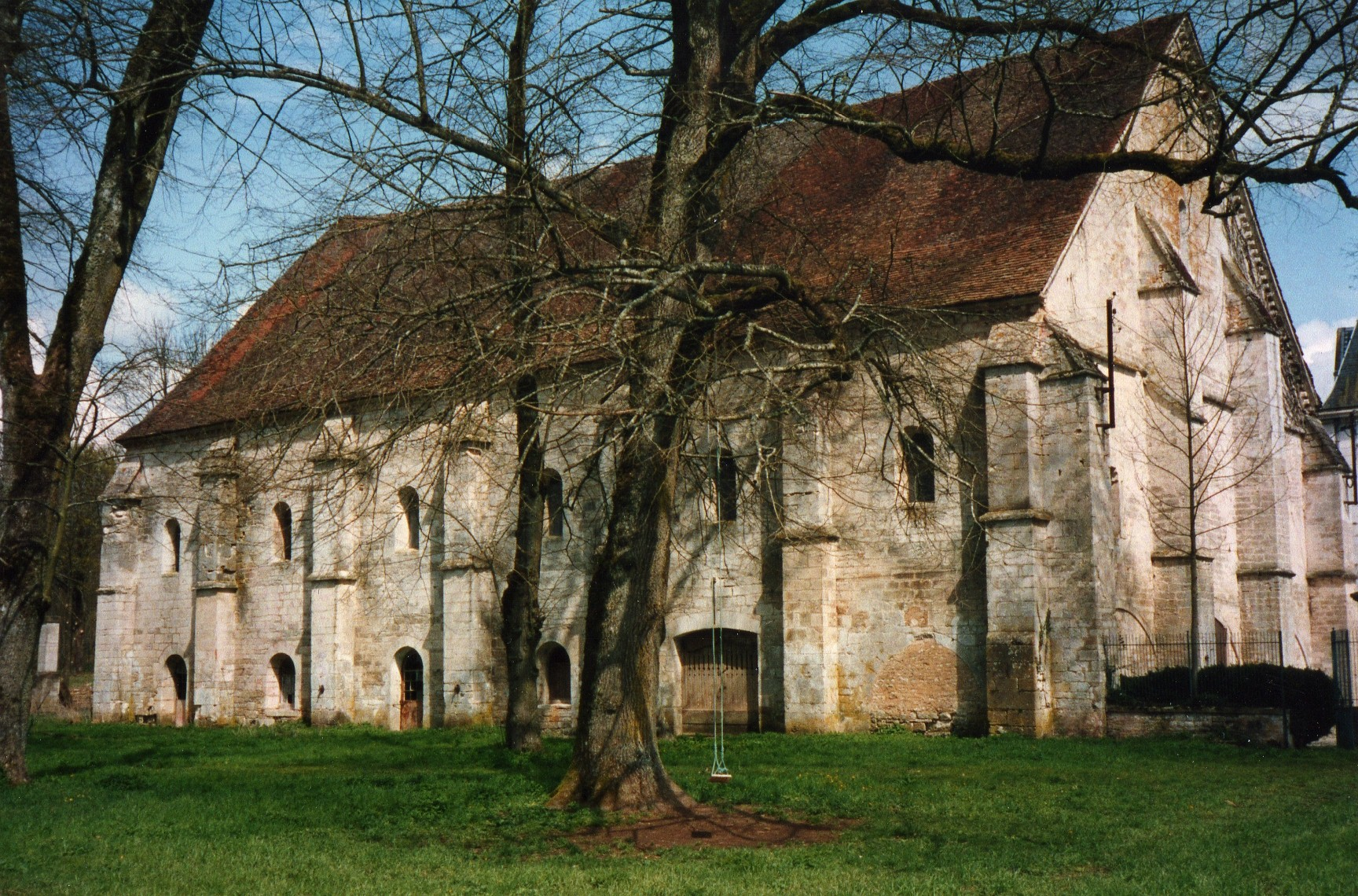
Longuay
Bâtiment des convers
(s.)

- Fondation à Londres de l'hôpital Saint-Barthélemy (St. Bartholomew's Hospital), destiné par Rahère, son fondateur, « aux malades indigents, aux femmes enceintes et, jusqu'à l'âge de sept ans, aux enfants de celles qui sont mortes en couches[2] ».
- Fondation dans le diocèse de Langres, entre Aubepierre et Dancevoir, d'une « maison hospitalière destinée à recevoir les pauvres, les pèlerins, les voyageurs » et qui est à l'origine de l'abbaye de Longuay[3].
- Fondation en Chine, au Hebei, sous les Song, du premier des « hôpitaux du Bon Secours » (anji fang), établissements voués aux soins des malades et des indigents[4].
- Vers 1101-1102 : Girard II, évêque d'Angoulême, crée près de Lunesse, sur l'actuelle commune de Soyaux, une maladrerie qui prendra le nom de Saint-Lazare et à l'emplacement de laquelle, en 1623, sera fondé l'hôpital Saint-Roch[5].
- Avant 1102 : fondation de la léproserie de Breteuil, au diocèse d'Évreux en Normandie[6].
- 1102-1107 : Robert du Puy fait relever de ses ruines la maison-Dieu de Montmorillon, en Poitou, où les malades seront accueillis et soignés jusqu'à la Révolution[7].

## Personnalités
- Vers 1082-1102 : fl. Guillaume, médecin cité dans une charte de l'abbaye Saint-Vincent du Mans[8].
- Vers 1102-1129 : fl. Bernard, médecin, chanoine de Notre-Dame de Chartres et moine de l'abbaye de Josaphat[9].

## Décès
- 1101 ou 1102 : Abu'l Hasan Said ibn Hibatullah (né à une date inconnue), médecin, maître d'Abu'l Barakat Hibatullah ibn Malka, qui aura à son tour pour disciple Fakhr al-Din al-Razi[10].